# Nanchū koi wo yatterū You Know?
„Nanchū koi wo yatterū YOU KNOW?” (jap. なんちゅう恋をやってるぅ YOU KNOW?) – siódmy singel zespołu Berryz Kōbō, wydany 8 czerwca 2005 roku przez wytwórnię Piccolo Town. Został wydany także jako „Single V” (DVD) 22 czerwca 2005 roku.
Utwór tytułowy został użyty w zakończeniach serialu anime Patalliro Saiyuki!.
Singel osiągnął 13 pozycję w rankingu Oricon i pozostał na liście przez 2 tygodnie, sprzedano 19 804 egzemplarzy.

## Lista utworów
| Nr | Tytuł                                                                                      | Słowa  | Kompozycja | Aranżacja        | Czas |
| -- | ------------------------------------------------------------------------------------------ | ------ | ---------- | ---------------- | ---- |
| 1. | "Nanchū koi wo yatterū YOU KNOW?" (jap. なんちゅう恋をやってるぅ YOU KNOW?)                | Tsunku | Tsunku     | Shōichirō Hirata |      |
| 2. | "Yume de Do Up" (jap. 夢でドゥーアップ Yume de Dū Appu)                                    | Tsunku | Tsunku     | Yukari Hashimoto |      |
| 3. | "Nanchū koi wo yatterū YOU KNOW?" (jap. なんちゅう恋をやってるぅ YOU KNOW?) (Instrumental) |        | Tsunku     | Shōichirō Hirata |      |

Single V
| Nr | Tytuł                                                                                         | Czas |
| -- | --------------------------------------------------------------------------------------------- | ---- |
| 1. | "Nanchū koi wo yatterū YOU KNOW?" (jap. なんちゅう恋をやってるぅ YOU KNOW?)                   |      |
| 2. | "Nanchū koi wo yatterū YOU KNOW?" (jap. なんちゅう恋をやってるぅ YOU KNOW?) (Dance Shot Ver.) |      |
| 3. | "Making eizō" (jap. メイキング映像)                                                           |      |